# Albert Ottinger
Albert E. Ottinger (* 10. September 1878 in New York City; † Januar 1938 ebenda) war ein US-amerikanischer Jurist und Politiker (Republikanische Partei). Der Kongressabgeordnete Richard Ottinger ist sein Neffe.

## Werdegang
Albert E. Ottinger, Sohn von Amelia Gottlieb und Moses Ottinger, wurde 1878 in New York City geboren und wuchs dort auf. Über seine Jugendjahre ist nichts bekannt. Irgendwann studierte er Jura und erhielt seine Zulassung als Anwalt. Er saß 1917 und 1918 für den 18. Bezirk im Senat von New York. Seine Amtszeit war vom Ersten Weltkrieg überschattet. Danach war er stellvertretender United States Attorney General. In seiner neuen Funktion entschied er, dass der US-Kongress die Unabhängigkeit der Philippinen gewähren könnte, wenn es diese wünsche. Die Philippinen waren ein Inselbesitz und unterschieden sich daher zu den Bundesstaaten und den territorialen Besitzungen der Vereinigten Staaten.
Bei den Wahlen im Jahr 1924 wurde er zum Attorney General von New York gewählt und 1926 wiedergewählt. Er bekleidete den Posten von 1925 bis 1928. Während seiner zweiten Amtszeit war er der einzige Republikaner, der ein Landesamt innehatte. Ottinger war für die Schließung der anrüchigen Bucket Shops an der Wall Street verantwortlich. Er nahm als Delegierter 1928 und 1932 an den Republican National Conventions teil.
Während die Demokratische Partei den Gouverneur von New York Alfred E. Smith als ihren Präsidentschaftskandidaten nominierte, das erste Mal, dass ein Katholik von einer Volkspartei für dieses Amt antrat, nominierte die Republikanische Partei Ottinger für das Amt des Gouverneurs von New York, den ersten jüdischen Gouverneurskandidaten in der Geschichte von New York. Die Demokratische Partei nominierte Franklin D. Roosevelt für den Posten des Gouverneurs und Herbert H. Lehman, auch einen Juden, für den Posten des Vizegouverneurs von New York. Bei den Präsidentschaftswahlen im Jahr 1928 ging Herbert Hoover als Sieger aus dem Rennen. Er gewann haushoch. Die Religion spielte bei der Wahl eindeutig eine Rolle. Die Gouverneurswahl war stattdessen eine der engsten in der Geschichte von New York. Gegen den nationalen republikanischen Trend gewann Roosevelt die Wahl mit nur 25.000 Stimmen Mehrheit, weniger als 1 % von den vier Millionen abgegebenen Stimmen.
Am Ende seiner Amtszeit als Attorney General von New York resümierte Ottinger über seine Amtszeit folgendermaßen:

„Hammer, hammer, hammer, at every manner and means of fraud and dishonesty, the prevention and assertion of which the Legislature has assigned to the Attorney General.“